# Nasser Judeh
Nasser Judeh (in arabo ناصر جودة‎?; Amman, 11 luglio 1961) è un politico giordano.

## Biografia
Figlio del politico Sami Judeh, dal 1966 al 1972 ha frequentato il College de La Salle di Amman e dal 1975 fino al 1979 ha studiato all'Eastbourne College nell'East Sussex.
Nel 1982 si è laureato in affari esteri presso la School of Foreign Service dell'Università di Georgetown e tra il 1985 e il 1986 è stato a capo dell'ufficio stampa del re Husayn.
È stato il segretario privato e l'addetto stampa del principe Hassan dal 1986 al 1992, anno in cui ha sposato sua figlia Sumaya. La  coppia ha divorziato nel 2008 dopo aver avuto quattro figli.
Ha contribuito a fondare il Jordan Information Bureau di Londra, di cui è stato il primo direttore dal 1992 fino al 1994, lavorando nel frattempo come portavoce dell'ambasciata giordana.
Nel 1994 è diventato il direttore della Jordan TV e dal 1996 al 1998 ha diretto la JRTC.
Dal 2005 al 2007 è stato portavoce ufficiale del governo giordano.